# نهار بن سعود بن عبد العزيز آل سعود
الأمير نهار بن سعود بن عبد العزيز آل سعود (1962 م - 22 ديسمبر 2021) وهو الابن الرابع والأربعون من أبناء الملك سعود ملك المملكة العربية السعودية الثاني.

## أسرته
متزوج من الأميرة مها بنت عبد العزيز بن عبد الله بن جلوي بن تركي آل سعود - إبنة الأميرة دليل بنت عبد العزيز آل سعود -

### أبنائه
- الأمير سعود بن نهار بن سعود بن عبد العزيز آل سعود. متزوج من الأميرة منيرة بنت فواز بن عبد الله بن عبد الرحمن آل سعود وله من الأبناء الأميرة ياسمين، الأمير نهار، والأمير فواز، الأمير عبدالله  .
- الأميرة دليل بنت نهار بن سعود بن عبد العزيز آل سعود. تعمل مستشارة لشؤون الرياضة في الهيئة الملكية لمحافظة العلا.
- الأمير محمد بن نهار بن سعود بن عبد العزيز آل سعود. متزوج من الأميرة سارة بنت منصور بن مشعل بن عبد العزيز آل سعود.[2]
- الأميرة دينا بنت نهار بن سعود بن عبد العزيز آل سعود.

## وفاته
توفي الأمير نهار بن سعود بن عبد العزيز آل سعود في يوم الأربعاء 18 جمادى الأولى 1443هـ الموافق 22 ديسمبر 2021، وتمت الصلاة عليه بعد صلاة العصر في جامع الإمام تركي بن عبد الله في الرياض.